# Ján Mucha
Ján Mucha (Belá nad Cirochou, 5 de dezembro de 1982) é um futebolista eslovaco, que atua na posição de goleiro. 

## Carreira
Iniciou a carreira no Inter Bratislava. Atualmente joga pelo Krylya Sovetov. Disputou como titular pela Seleção Eslovaca de Futebol a Copa do Mundo FIFA de 2010.
Ele fez parte do elenco da Seleção Eslovaca de Futebol da Eurocopa de 2016.